# 津谷町
津谷町（つやまち）は、1955年（昭和30年）まで宮城県本吉郡にあった町。現在の気仙沼市津谷にあたる。

## 沿革
- 1875年（明治8年）10月17日 - 水沢県による村落統合により、津谷村・馬籠村・山田村の計3か村が合併して御嶽村（みたけむら、御岳とも表記）が成立。
- 1889年（明治22年）4月1日 - 町村制施行にともない、御嶽村単独で村政施行。
- 1941年（昭和16年）11月3日 - 町制施行・改称により、津谷町となる。
- 1955年（昭和30年）3月30日 - 大谷村・小泉村と合併し、本吉町となる。

## 行政

### 歴代御嶽村長
| 代 | 氏名       | 就任               | 退任                      | 備考 |
| -- | ---------- | ------------------ | ------------------------- | ---- |
| 1  | 千葉一平   | 1889年（明治22年） | 1896年（明治29年）        |      |
| 2  | 末永惣十郎 | 1897年（明治30年） | 1900年（明治33年）        |      |
| 3  | 千葉慶吉   | 1901年（明治34年） | 1901年（明治34年）        |      |
| 4  | 佐藤三九郎 | 1902年（明治35年） | 1903年（明治36年）        |      |
| 5  | 佐藤信敬   | 1904年（明治37年） | 1915年（大正4年）         |      |
| 6  | 末永惣十郎 | 1916年（大正5年）  | 1916年（大正5年）         | 再任 |
| 7  | 小野貞吉   | 1917年（大正6年）  | 1919年（大正8年）         |      |
| 8  | 森田多蔵   | 1920年（大正9年）  | 1922年（大正11年）        |      |
| 9  | 佐藤与惣   | 1923年（大正12年） | 1923年（大正12年）        |      |
| 10 | 佐藤弘毅   | 1924年（大正13年） | 1931年（昭和6年）         |      |
| 11 | 佐藤之助   | 1932年（昭和7年）  | 1934年（昭和9年）         |      |
| 12 | 熊谷重之丞 | 1936年（昭和11年） | 1939年（昭和14年）        |      |
| 13 | 千田清三郎 | 1940年（昭和15年） | 1941年（昭和16年）11月2日 |      |

### 歴代津谷町長
| 代 | 氏名       | 就任                      | 退任                      | 備考         |
| -- | ---------- | ------------------------- | ------------------------- | ------------ |
| 1  | 千田清三郎 | 1941年（昭和16年）11月3日 | 1945年（昭和20年）        | 村長より留任 |
| 2  | 熊谷重之   | 1946年（昭和21年）        | 1946年（昭和21年）        |              |
| 3  | 簿田司     | 1947年（昭和22年）        | 1951年（昭和26年）        |              |
| 4  | 米倉辰治郎 | 1952年（昭和27年）        | 1955年（昭和30年）3月29日 |              |

## 教育
- 津谷町立津谷小学校
- 津谷町立馬籠小学校
- 津谷町立津谷中学校
- 宮城県津谷農林高等学校